# Waldemar Molinski
Waldemar Molinski SJ (* 4. November 1926 in Berlin) ist ein deutscher römisch-katholischer Priester und Theologe. Er ist emeritierter Professor für Katholische Theologie. Er lehrte zuletzt Moraltheologie und christliche Sozialethik in Wuppertal.

## Leben
Waldemar Molinski wurde als Sohn von Wanda Molinksi, geborene Raabe, und des Studienrats und Historikers Konrad Molinski geboren. In Innsbruck wurde er 1951 zum Dr. phil. promoviert. 1955 wurde er in Berlin zum Priester geweiht. Im Jahr 1958 wurde er in Löwen zum Dr. theol. promoviert. Von 1960 bis 1964 war er in Berlin als Studentenpfarrer tätig. An der FU Berlin hatte er von 1961 bis 1970 einen Lehrauftrag für Katholische Theologie. 1962 bis 1971 war Molinski außerordentlicher Professor der PH Berlin. An der Loyola University Chicago lehrte er 1965 als Gastprofessor. 1968 bis 1971 war er Leiter der Katholischen Akademie in Berlin. An der PH Rheinland wurde er 1971 ordentlicher Professor, ab 1972 Professor für Katholische Theologie der Bergischen Universität Wuppertal. Dort war 1974 auch Dekan. 1991 wurde er emeritiert.
Waldemar Molinskis Bruder war der Mediziner Hans Molinski (* 11. August 1923), der als Professor an der Universitäts-Frauenklinik in Köln die Psychosomatische Abteilung leitete und ab 1978 Präsident der Gesellschaft für praktische Sexualmedizin war.

## Schriften (Auswahl)
- als Hrsg. mit Friedrich Wilhelm Bosch und Walter Menges: Uneheliche Kinder – rechtlose Kinder. Überlegungen zur Reform des Unehelichenrechts. Paulus-Verlag, Recklinghausen 1967.
- als Hrsg.: Unwiderrufliche Verheißung der religiösen Grundlagen des Staates Israel. Paulus-Verlag, Recklinghausen 1968.
- Katholische Schule von morgen. 2. Auflage. 1969.
- Kindererziehung in der Mischehe. 1969.
- Die vielen Wege zum Heil. 1969.
- Zölibat morgen. 1970.
- Die Diskussion um die Taufe. 1971.
- mit Heinz Wanke: Mischehe – Fakten, Fragen, Folgerungen. Morus-Verlag, Berlin 1973, ISBN 978-3-87554-041-3.
- Theologie der Ehe in der Geschichte (= Der Christ in der Welt. Reihe VII. Band 7 a/b). Pattloch, 1976, ISBN 978-3-55794-175-0.
- Versöhnen durch Strafen? Perspektiven für die Straffälligenhilfe. 1976.
- Auch Tiere sind Geschöpfe Gottes. Überlegungen zum Tierschutz (= Kirche und Gesellschaft. Nummer 244). Bachem, Köln 1997, ISBN 3-7616-1276-1.
- Den Menschen neu erschaffen? Zu den ethischen Grenzen gentechnischer Eingriffe (= Kirche und Gesellschaft. Nummer 277). Bachem, Köln 2001, ISBN 3-7616-1549-3.